# Julius Grünewald
Julius Grünewald (* 1965 in Worms) ist ein deutscher Maler.
Von 1987 bis 1994 studierte er an der Kunstakademie Karlsruhe, unter anderem bei Kirkeby, Antes, Huber, Kaminsky, Balkenhol und Bächli. Mehrere Jahre lebte er in Budapest und Köln, seit 1998 in Lehnitz bei Berlin.
Er malt unter anderem großformatige Interieurs.

## Ausstellungen (Auswahl)
- „Die Schweine der Lämmer“, Ausstellungsraum Restitution, Berlin, zusammen mit Andreas Heiszenberger (2004)
- „Interieur. Ritter. Auerhähne.“, Ausstellungsraum Autocenter, Berlin (2004)
- „Wildschwein und Auerhahn“, Max Slevogt-Galerie Schloss Villa Ludwigshöhe, Edenkoben / Pfalz (2005)
- „Heim“, Galerie Karlheinz Meyer, Karlsruhe (2005)
- „Reise durch mein Zimmer“, Kunstverein Schwetzingen (2006)
- „Interieur“, Galerie Haas und Fuchs, Berlin (2006)
- „Kartoffeln zu Gold“, Galerie Karlheinz Meyer, Karlsruhe (2007)
- „10000 Jahre“, Galerie Haas und Fuchs, New York (2008)
- „Die Ahnen“, Kunsthalle Mannheim (2008)
- „Neuer Tag“, Galerie Haas, Zürich (2009)
- „Tausend mal blind“, Galerie Karlheinz Meyer, Karlsruhe (2009)
- „Anatomie“, Konrad-Adenauer-Stiftung, Berlin, zusammen mit Miwa Ogasawara (2010)
- „Who by fire“, Kunstverein Heppenheim (2011)
- „Paintings“, Galerie Miro, Prag (2012)
- Galerie Nosbaum & Reding, Luxemburg (2012)
- Galerie Karlheinz Meyer, Karlsruhe (2013)
- „Tee für die Sonne“, Galerie Nosbaum & Reding, Luxemburg (2014)
- „Das Feld, das hört“, Kunstverein Worms (2015)

## Ausstellungsbeteiligungen (Auswahl)
- „Zeitblick“, Ankäufe der Sammlung zeitgenössischer Kunst der Bundesrepublik Deutschland, Martin-Gropius-Bau, Berlin (2008/09)
- „Gala“, 5 Sammler zeigen ihre Favoriten, Museum der bildenden Künste, Leipzig (2009)
- „Landschaft nach 2000“, Kunsthalle Osnabrück (2013)

## Werke in öffentlichen Sammlungen
- Saarlandmuseum Saarbrücken
- Kunsthalle Mannheim
- Sammlung der Bundesrepublik Deutschland

## Ausstellungskataloge / Literatur
- Galerie Haas und Fuchs (Hrsg.): Julius Grünewald. Interieur. Mit einem Text von Michael Hübl, Berlin 2006.
- Galerie Karlheinz Meyer (Hrsg.): Julius Grünewald. Kartoffeln zu Gold. Mit einem Text von Ralph Melcher, Karlsruhe 2007.
- Kunsthalle Mannheim (Hrsg.): Julius Grünewald. Die Ahnen. Mit einem von Text von Inge Herold, Mannheim 2008.
- Hans-Joachim Müller: Julius Grünewald. In: Künstler. Kritisches Lexikon der Gegenwartskunst. Band 89/4, 2010.